# Verteidigung (Basketball)
Die Verteidigung (auch Defensive oder englisch defense) verfolgt im Basketball das Ziel, einen gegnerischen Korberfolg zu verhindern, beziehungsweise vor dem Wurf, oder nach einem erfolglosen Wurfversuch, in Ballbesitz zu gelangen.
Es existieren verschiedene Verteidigungssysteme im Basketball. Die bekanntesten Verteidigungssysteme sind die Mann-Mann-Verteidigung, bei der jedem Spieler ein direkter Gegenspieler zugeteilt ist, und die Zonenverteidigung, also die Aufstellung der verteidigenden Spieler in vorgegebener Formation um den eigenen Korb herum. Darüber hinaus gibt es zahlreiche Mischformen, wie beispielsweise die Systeme box and one und triangle and two. Die Spieler positionieren sich je nach Verteidigungssystem in einer bestimmten Weise auf dem Spielfeld, wobei durch Offensivaktionen oder Aufstellungsänderungen der angreifenden Mannschaft ein dynamisches Wechseln zwischen den Verteidigungsformen erforderlich sein kann. Bei den jeweiligen Formen unterscheidet man weiterhin, ob man über das ganze Feld (engl. full court) oder über das halbe Feld (engl. half court) verteidigt. Es gibt auch die Möglichkeit, durch das Stellen von Fallen dem Gegner den Ball abzunehmen oder ihn zu Ballverlusten zu zwingen (engl. steal).

## Grundlagen
Das generelle Ziel im Basketball ist es, mehr Punkte als der Gegner zu erzielen. Da es sich um ein sogenanntes Highscoring-Game handelt, es also sehr viele erfolgreiche Punktgewinne gibt, geht es in der Verteidigung vor allem darum, die Chancen und Möglichkeiten der angreifenden Mannschaft zu einem Korberfolg zu minimieren. Die Verteidigung kann dies erreichen, indem sie versucht, einen Angriff der gegnerischen Mannschaft mittels Forcieren eines Ballverlustes (Turnover) bereits vor dem Wurf zu stoppen, zum Beispiel durch einen Fehlpass oder ein Offensivfoul. Weiterhin kann sie versuchen, einen Wurf bis zum Ablauf der 24 Sekunden Angriffszeit zu verhindern, oder sie zwingt den Gegner zu einem Wurf mit niedriger Erfolgschance (Notwurf, Distanzwurf gegen Verteidiger).
Im modernen Basketball gibt es grundsätzlich keine Unterscheidung zwischen Defensiv- und Offensivspielern, vielmehr sind in der Regel alle fünf Spieler an der Verteidigung des eigenen Korbes beteiligt. Da während eines Spiels jeder Spieler zirka die Hälfte der Spielzeit als Verteidiger agiert, ist die Verteidigung im Basketball, wie auch in anderen Mannschaftssportarten, ebenso spielentscheidend wie die Offensive einer Mannschaft. Sie wird sogar teilweise als bedeutender eingestuft, was zum Beispiel durch die alte Mannschaftssport-Weisheit: „Offense wins Games, Defense wins Championships.“ (Der Angriff gewinnt Spiele, die Verteidigung gewinnt Meisterschaften.) zum Ausdruck kommt, und auch in einem darauf beruhenden Zitat der erfolgreichen Basketballtrainerin Pat Summitt, welche mit acht NCAA-Titeln eine der erfolgreichsten College-Coaches aller Zeiten ist, Widerhall findet:

“Offense sells tickets, defense wins games, rebounding wins championships.”

„Der Angriff verkauft Eintrittskarten, die Verteidigung gewinnt Spiele, Rebounds gewinnen Meisterschaften.“

Grundlegend kann angenommen werden, dass Verteidiger im Nachteil sind. Erfolgreiches Verteidigen bedingt, dass die Verteidiger aktiv agieren, anstatt abzuwarten und auf den Angreifer zu reagieren. Für die Verteidigung im Basketball sind die richtige Einstellung, sowie Konzentration und Teamarbeit erforderlich, und die Verteidiger sollten immer den Ball im Blickfeld haben und schlechte Pässe des Angreifers möglichst schon vorausahnen (Antizipation). Der verbale Austausch und eine eingespielte nonverbale Kommunikation zwischen den Spielern ist bei nahezu jeder Mannschaftssportart, und eben auch beim Basketball, von hoher Bedeutung für den Erfolg einer Gruppe. Und so müssen alle fünf Verteidiger beim Basketball verbal und physisch aufeinander reagieren, um eine gute Mannschaftsverteidigung zu gewährleisten.

### Verteidigungsposition

Position der Verteidiger am und abseits des Balles (engl. help defense); man beobachte, wie „x4“ sich näher zum ballführenden Spieler 1 positioniert

Um schnell auf Aktionen des Angreifers reagieren zu können, begibt sich der Verteidiger in die basketballübliche Verteidigungsposition. Dazu verlagert er seinen Schwerpunkt nach unten, indem er leicht in die Knie geht und das Gesäß weiter nach unten bringt. Der Abstand zwischen den Füßen sollte ungefähr der Schulterbreite des Verteidigers entsprechen. Wenn der Verteidiger sich nun mit dem ballführenden Angreifer mitbewegen will, muss er sogenannte Defense Slides (dt. Verteidigungsschritte) ausüben. Dabei drückt er sich jeweils mit dem hinteren Fuß ab, und gleichzeitig bewegt er den vorderen Fuß in dieselbe Richtung wie der Angreifer. Sein Ziel ist dabei, stets zwischen dem Angreifer und dem zu verteidigenden Korb zu bleiben.
Einerseits ist es wichtig, die basketballübliche Körperhaltung einzunehmen, aber die Positionierung des Verteidigers auf dem Basketballfeld ist ebenso entscheidend. Die Verteidiger abseits des Balles müssen sich mit dem Ball mitbewegen und mit jedem Pass ihre Position im Bezug zum Ball verändern. Dabei ist es wichtig, den eigenen Angreifer nicht aus dem Blickfeld zu verlieren. Ist der Verteidiger am ballführenden Spieler überwunden, obliegt es den anderen Verteidigern, auszuhelfen (engl. help defense), um einen Korberfolg zu verhindern.
Um ein Offensivfoul aufnehmen zu können, muss eine regelkonforme und legale Verteidigungsposition eingenommen werden. Wichtig dabei ist, dass der Verteidiger mit beiden Füßen am Boden und dem Angreifer mit dem Gesicht gegenübersteht. Zur Aufrechterhaltung seiner legalen Verteidigungsposition ist es dem Verteidiger auch erlaubt kurzzeitig, einen oder beide Füße vom Boden anzuheben, solange die Bewegung nicht in Richtung des ballführenden Spielers geht. Kommt es nun frontal zu einem Kontakt, hat der Angreifer ein Offensivfoul begangen, und der Verteidiger erzielt einen Ballgewinn. Ist der Kontakt seitlich des Körpers, hat der Verteidiger die Position zu spät eingenommen, und es wird als Verteidigungsfoul geahndet. Eine Ausnahme hierzu stellt der sogenannte No-charge-semi-circle (ein Halbkreis mit dem Radius von 1,25 Meter unterhalb des Korbes) dar. In diesem Bereich ist es dem Verteidiger nicht mehr möglich ein Offensivfoul aufzunehmen, sofern er zumindest mit einem Fuß innerhalb oder auf der Linie des Kreises steht.

### Passbehinderung

Überdecken des Passweges

Die Offensive der angreifenden Mannschaft besitzt in der Regel einen gewissen Rhythmus, der durch Druck am Ball und durch Überdecken der anderen Spieler gestört werden kann. Dadurch erhöht sich die Wahrscheinlichkeit den Angriff erfolgreich zu stoppen.
Darüber hinaus kann auch versucht werden zu verhindern, dass ein Angriffsspieler überhaupt den Ball bekommt. Einerseits kann dies durch Druck auf den Aufbauspieler oder durch Verstellen des Passweges (engl. overplay) erreicht werden. Ein Verteidiger steht so, dass er den Pass zwischen dem ballführenden Spieler und dem möglichen Empfänger behindert. Er verhindert entweder, dass der Pass überhaupt gespielt wird oder er spekuliert auf einen Ballgewinn (engl. steal), falls der Pass doch gespielt wird. Das Risiko hierbei ist, dass es bei Misserfolg zu sehr leichten Punkten für die gegnerische Mannschaft kommen kann. Deswegen wird diese Form meist versteckt gespielt, um dem Angreifer eine Falle zu stellen. Oft wird der Steal nicht durch den direkten Gegenspieler des ballführenden Spielers versucht. Zusätzlich kann dem ballführenden Angreifer das Spielen eines Passes dadurch erschwert werden, dass man ihm eine Hand vor das Gesicht hält und so sein Sichtfeld entscheidend einschränkt. Wird ein Pass gespielt, formiert sich die Verteidigung im Moment der Ballabgabe neu (nicht erst beim Fangen) und stellt sich auf den neuen ballführenden Spieler ein.

### Wurfbehinderung

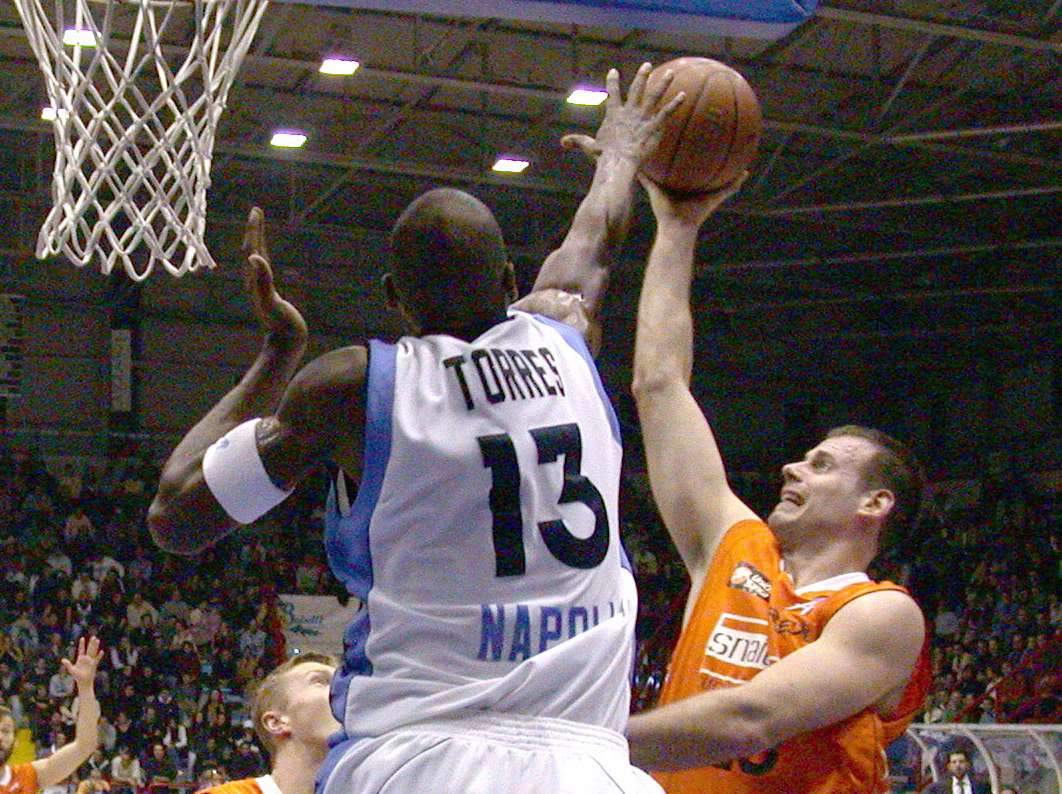
Der Spieler Oscar Torres blockt den Ball des Gegners.

Generell sollen der angreifenden Mannschaft keine Würfe aus aussichtsreichen Positionen erlaubt werden. Dazu sollte sich ein Verteidiger zwischen dem ballführenden Spieler und dem Korb positionieren. Um einen direkten Wurf zu behindern, sollte er sich nah am Angreifer befinden. Um das Ziehen des Angreifers zum Korb zu verhindern (engl. penetration, dt. ‚eindringen, durchbrechen‘), braucht der Verteidiger dagegen etwas Distanz, um gegebenenfalls reagieren zu können. Lässt sich die Penetration nicht verhindern, wird meist durch einen zweiten Verteidiger ausgeholfen (help defense), wobei starke Angriffsspieler häufig gedoppelt werden.
Setzt der Angreifer trotzdem zu einem Wurf an, hat der Verteidiger noch die Möglichkeit, den Wurf des Angreifers zu erschweren, indem er ihm eine Hand vor das Gesicht hält oder versucht den Wurf zu blocken. Laut den Basketballregeln handelt es sich um einen Block, solange der Ball nicht den höchsten Punkt seiner Flugkurve überschritten, sowie der Ball nicht das Brett des Korbes berührt hat. Berührt der Verteidiger den Ball erst im Abwärtsfall oder nachdem der Ball das Brett berührt hat, handelt es sich um ein Goaltending, und die Punkte werden trotzdem gutgeschrieben.

### Positionsbehinderung
Außer die Penetration des ballführenden Spielers zu verhindern, ist es auch sinnvoll, die Laufwege der anderen Angriffsspieler zu behindern oder gar das Erreichen ihrer angedachten Position zu verhindern. So soll beispielsweise der Center vom Korb ferngehalten werden, ein schlechter statt ein guter Schütze an der Dreierlinie stehen oder einfach der Rhythmus des Gegners gestört werden.

### Rebound

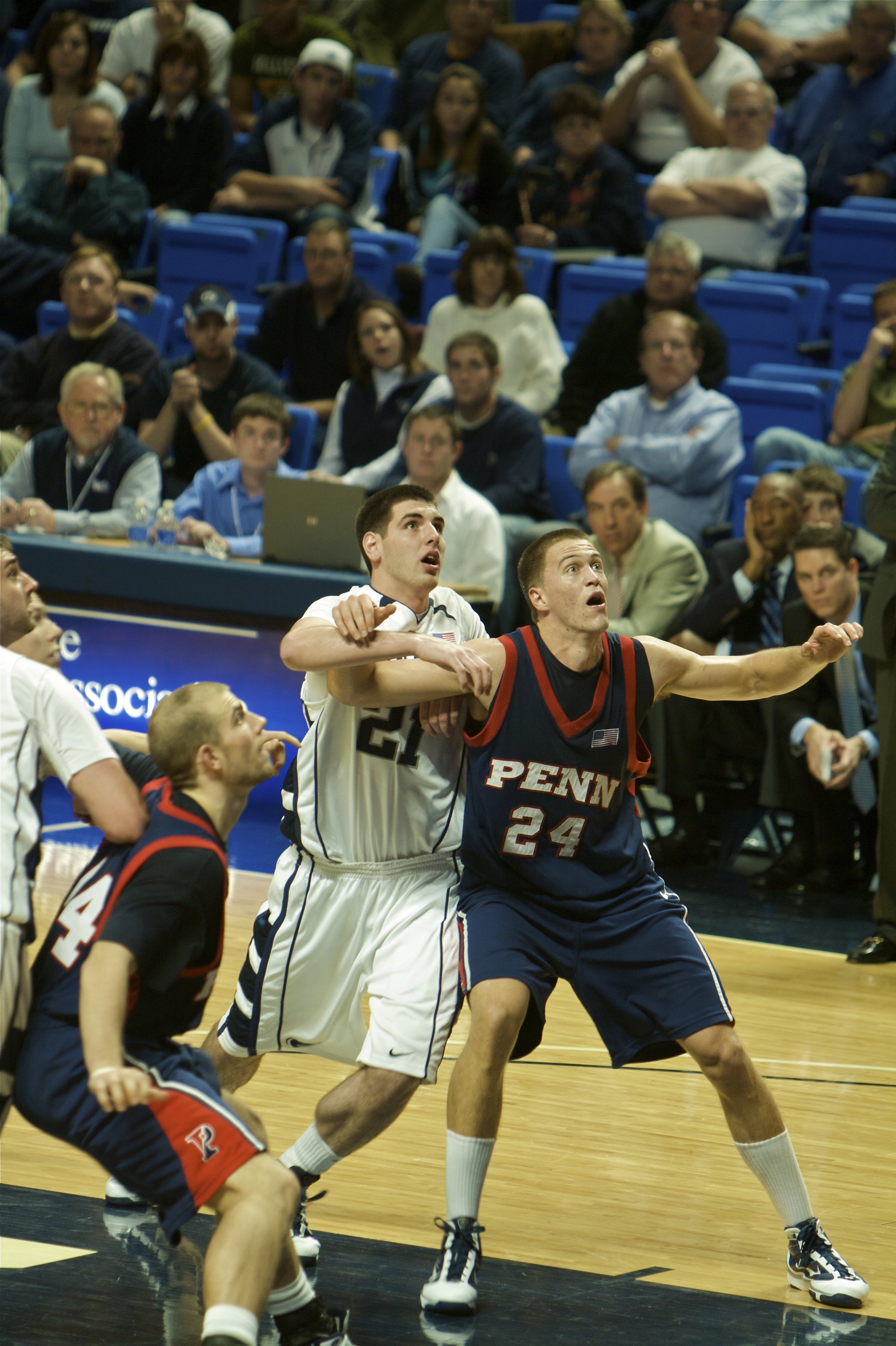
Ausboxen – Kampf um den Rebound.

Im Moment eines Wurfes beginnt der Kampf um den Rebound, den Abpraller vom Brett oder Ring (engl. rebound für ‚Ab- bzw. Rückprall‘). Kurze Würfe führen zu Reboundsituationen nahe dem Korb. Die großen Spieler bringen sich in Position und verschaffen sich durch den Einsatz ihres Körpers Platz (ausboxen oder ausblocken). Jeder Verteidiger ist dafür verantwortlich, einen Angreifer auszusperren und ihn vom Korb fernzuhalten, um die Chancen auf einen defensiven Rebound (verteidigende Mannschaft kommt im Ballbesitz) zu erhöhen. Prallt der Ball infolge eines Distanzwurfes weit ins Feld zurück, entscheiden dagegen die Antizipation und Athletik der Aufbauspieler über dessen Erfolg. Da sie sich im Normalfall näher am eigenen Korb befinden als die Spieler der angreifenden Mannschaft, ist ein Rebound durch verteidigende Spieler deutlich häufiger als ein Offensivrebound (angreifende Mannschaft verbleibt im Ballbesitz).
Im modernen Basketball hat die Anzahl der Ballbesitze eine große Bedeutung. Dafür ist die Kontrolle des Defensivrebounds essentiell, um eine erneute Angriffschance des Gegners infolge des Offensivrebounds zu verhindern. Der Kampf um den eigenen Offensivrebound hat dagegen – je nach Taktik – meist geringere Priorität, zugunsten eines schnellen, geordneten Wechsels in die eigene Defensive und der Verhinderung von Schnellangriffen durch den Gegner.
Im Idealfall gelingt es, die angreifende Mannschaft ohne Korberfolg zu lassen. So kann jene zu einem Notwurf gezwungen werden beziehungsweise der Korbwurf geblockt werden, sodass die verteidigende Mannschaft nach dem Rebound in Ballbesitz kommt. Andere Möglichkeiten, in Ballbesitz zu kommen, sind, durch Druck den Angreifer zu einem Turnover zu zwingen, ein Offensivfoul zu provozieren, den Ball durch einen Steal zu stehlen oder nach Ablauf der Angriffzeit ohne Korbwurf den Ball zu erhalten. Weiterhin gibt es die Möglichkeit, taktisch zu foulen.

### Verteidigung von Blockaden
Unter Blockaden versteht man die Versperrung der Laufwege von Verteidigern durch die angreifende Mannschaft (engl. screens). Man unterscheidet grundsätzlich zwischen Blockaden am ballführenden Spieler (engl. on-ball screens) und Blockaden abseits des Balles (engl. off-ball screens). Eine typische Blockade am ballführenden Spieler ist der als Pick and Roll (dt. „blocken und abrollen“) bezeichnete Spielzug, bei dem ein nicht ballführender Angreifer den Laufweg des Verteidigers blockiert, der den Ballführer deckt, und dem Ballführer somit eine gute Wurfposition ermöglicht.
Die beste, aber auch schwierigste, Lösung ist, der Blockade komplett aus dem Weg zu gehen, indem man sich unter- oder oberhalb der Blockade wieder zu dem ballführenden Spieler durchkämpft. Verliert der Verteidiger aufgrund der Blockade die Verteidigungsposition vor dem ballführenden Spieler, wird die Hilfe des zweiten Verteidigers benötigt, welcher den Blockadensteller deckt. Dabei gibt es dann mehrere Möglichkeiten, bei denen die Verteidiger grundsätzlich verhindern müssen, dass der ballführende Spieler schnell in Wurfposition dribbeln kann (siehe unter Verteidigung gegen den Pick and roll).
Bei Blockaden abseits des Balls versucht der Verteidiger zu vermeiden, bei einer Sperre hängen zu bleiben, indem er sich meist auf Ballseite über die Sperre kämpft oder dem Gegenspieler weg von der Ballseite dicht hinterherläuft. Derjenige Verteidiger, welcher den Blockadensteller verteidigt, muss sich leicht in Richtung Ball absetzen und gegebenenfalls aushelfen.

### Übergang von Angriff in die Verteidigung
Die Verteidigung beginnt mit dem eigenen Wurf in der Offensive. Der Übergang in die Verteidigung (engl. transition) verlangt eine gute Kommunikation zwischen allen fünf Spielern. Entscheidend ist hier die Frage, ob man versucht Druck am offensiven Rebound auszuüben oder in erster Linie versucht den eigenen Korb zu schützen. Die Spieler sollten in der Rückwärtsbewegung nie den Ball aus den Augen verlieren, um gegebenenfalls auf entsprechende Situationen reagieren zu können. Eine Verteidigung endet immer mit einem defensiven Rebound, Steal, verursachten Turnover, Foul oder Korberfolg der angreifenden Mannschaft.

### Taktisches Foulen
Es gibt zahlreiche Situationen, in denen die Möglichkeit zu foulen taktisch eingesetzt wird. Die Anzahl der Fouls eines Spielers ist auf fünf begrenzt, bevor er das Spiel verlassen muss. Allerdings kann ein Foul als unsportlich gewertet werden, wenn die Intention, den Ball zu spielen, nicht erkennbar ist. Wegen der härteren Strafe bei unsportlichen Fouls (Freiwürfe + Ballbesitz) können nur normale Fouls einen Vorteil bringen:
- Keine einfachen Körbe zulassen: Bei den ersten vier Fouls einer Mannschaft in einem Viertel werden noch keine Freiwürfe zugesprochen, sofern das Foul nicht bei einer Wurfsituation stattfand. Es kann Sinn ergeben, den Gegner mit einem Foul zu stoppen, wenn dieser sich in eine vermeintlich aussichtsreiche Position gebracht hat, um einen Korb zu erzielen. Bei schwachen Freiwerfern kann es sich lohnen, die Freiwürfe in Kauf zu nehmen, sodass der Angreifer sich die Punkte an der Linie verdienen muss. Gelegentlich wird das Ziel formuliert, dem Angreifer die Lust zu nehmen, dorthin zu gehen, „wo es weh tut“. Insbesondere spektakuläre Aktionen wie Dunkings oder Alley oops, die Emotionen wecken und eine zurückliegende Mannschaft zurück ins Spiel bringen können, werden häufig frühzeitig vor der Aktion durch Foulen verhindert.
- Die Uhr anhalten: Bei einem knappen Spielstand wird in den letzten Sekunden eines Spiels sehr häufig taktisch gefoult. Zum einen wird dem Trainer so Gelegenheit gegeben, in der kurzen Unterbrechung oder in einer Auszeit Einfluss auf das Spiel seiner Mannschaft zu nehmen. Zum anderen folgt diese Taktik der einfachen Logik, dass es zwei Freiwürfe für den Gegner gibt, die danebengehen können, man selbst allerdings danach die Chance auf einen schnellen Dreipunktwurf aus der Distanz hat, um den Rückstand zu verkürzen oder in Führung zu gehen.[18]

## Verteidigungssysteme

### Mann-Mann-Verteidigung

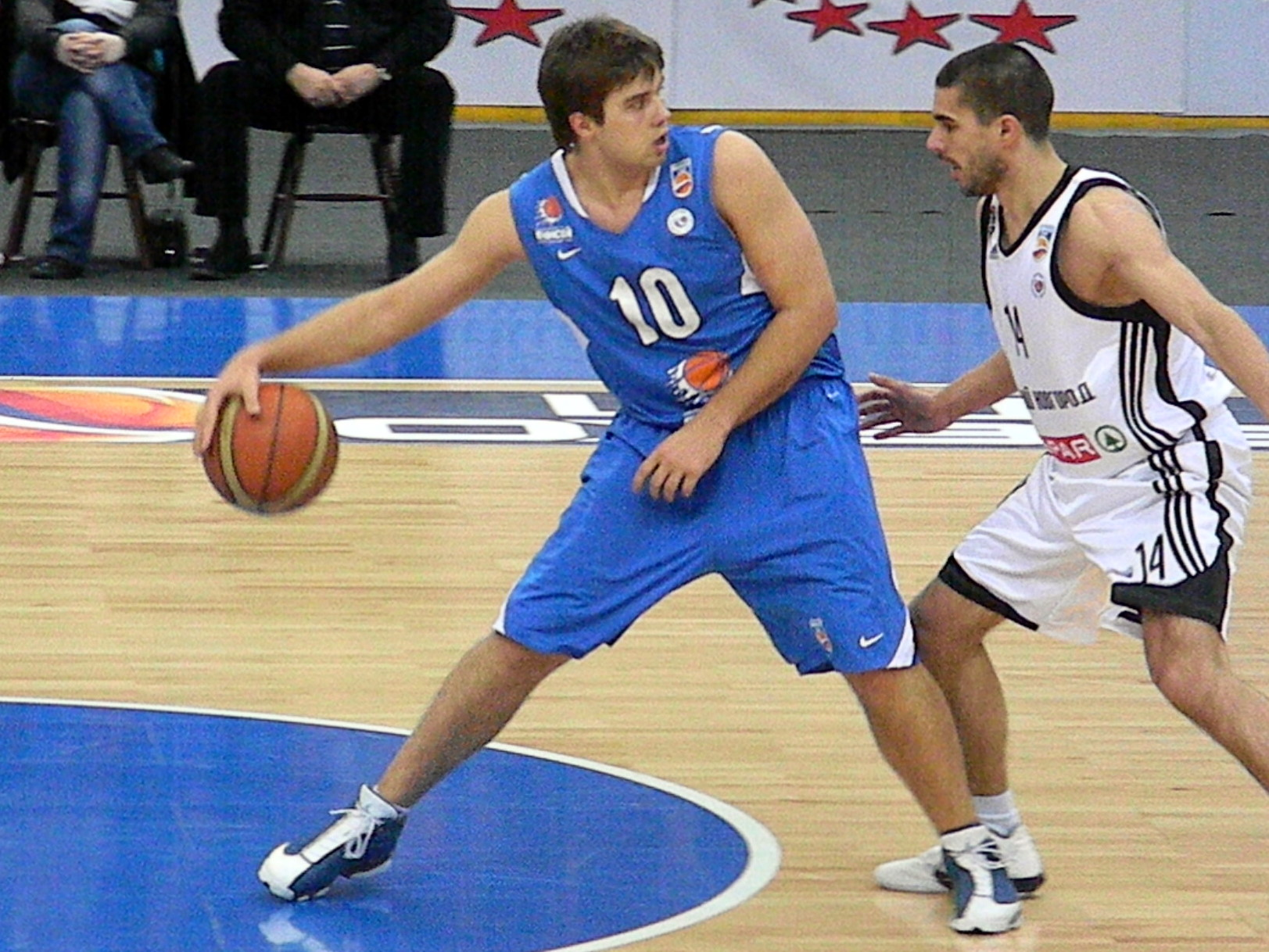
Mann-gegen-Mann-Verteidigung

Typische Aufstellung bei einer Mann-gegen-Mann-Verteidigung

Bei der Mann-Mann-Verteidigung (auch Mann-gegen-Mann-Verteidigung, engl. man-to-man defense) ist jedem Verteidiger ein Angreifer zugewiesen und der direkte Gegenspieler wird ausschließlich verlassen um kurzfristig zu helfen (engl. help defense). Die Stärke dieser Verteidigung hängt stark von den individuellen Fähigkeiten und körperlichen Merkmalen der einzelnen Spieler ab. Gibt es auf einer Position eine Ungleichheit (engl. mismatch), so kann dieses leicht ausgenutzt werden.
Bei der Full-Court Press (dt. etwa Ganzfeldpresse) wird mit dem Einwurf des Gegners über das ganze Feld verteidigt, womit man versucht den Gegner unter Druck zu setzen. Ziel ist es, entweder viel von der Angriffszeit herunterzuspielen, und so den Gegner zu einem taktisch ungewollten Wurf zu zwingen (Notwurf). Oder man verursacht einem Ballverlust des Gegners durch Abfangen eines Passes oder Steal am ballführenden Spieler, und erzwingt so einen Turnover. Schafft man es alle Gegenspieler abzudecken, und kann der Gegner dadurch den Einwurf nicht innerhalb von 5 Sekunden ausführen, bekommt man den Ball zugesprochen. Ist es der angreifenden Mannschaft jedoch gelungen den Ball einzuwerfen, hat man als verteidigende Mannschaft wiederum die Möglichkeit zu einem Ballgewinn, indem man den Gegner daran hindert innerhalb von 8 Sekunden mit dem Ball über die eigene Mittellinie zu gelangen. Diese kraftraubende Verteidigungsart kann jedoch im Normalfall nur phasenweise angewendet werden.

Trapping-Zones

Im Gegensatz zu der Full-Court Press wird bei einer Half-Court Press (dt. Halbfeldpresse) nur in der eigenen Spielhälfte erhöhter Druck auf die angreifende Mannschaft ausgeübt. Dabei kann es sich um eine Mann-Mann-Verteidigung oder um eine Zonenverteidigung handeln. Es gibt in der Full-Court Press sowie in der Half-Court Press auch die Möglichkeit, eine so genannte Trapping-Defense einzusetzen (von engl. trap für dt. ‚Falle‘). Dabei gibt es bestimmte Orte auf dem Basketballfeld (Trapping-Zones, siehe Abbildung), die sich dafür besonders eignen. Es wird versucht den ballführenden Spieler in diese Zonen zu drängen und durch „Doppeln“ einen Ballverlust (Turnover) zu forcieren.

### Zonenverteidigung

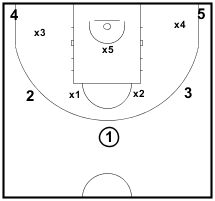
Typische Aufstellung bei einer 2-3-Zonenverteidigung (x1 bis x5)

Man spricht von einer Ball-Raum-Verteidigung oder einer „Zone“, wenn ein Spieler nicht gegen einen bestimmten Spieler des gegnerischen Teams verteidigt, sondern einen ihm zugeteilten Raum. Bei der Zonenverteidigung wird in erster Linie versucht, individuelle Nachteile wie Größe, Schnelligkeit, Antizipation oder Technik durch Teamarbeit auszugleichen. Zonenverteidigung wird auch eingesetzt, um den Rhythmus des Gegners zu unterbrechen.
Zonenverteidigung versucht Aspekte des Angriffsspiels des Gegners zu verhindern und nimmt dafür andere in Kauf. So kann etwa eine absinkende Zonenverteidigung dazu dienen, die Penetration zum Korb zu verhindern, kann andererseits aber Würfe außerhalb der 3-Punkte-Linie eher schwer verhindern. Zonenverteidigung kann auch in den Passwegen oder mit sogenannten Traps (dt. ‚Fallen‘ stellen in den Trapping-Zones) gespielt werden, wobei man hier versucht die angreifende Mannschaft zu schlechten Entscheidungen und Fehlpässen zu verleiten.
Der zugeteilte Raum ist stets von der Variante der Zone Defense abhängig. Folgende Varianten der Zonenverteidigung, jeweils benannt nach der unterschiedlichen Verteilung der Spieler, sind weit verbreitet:

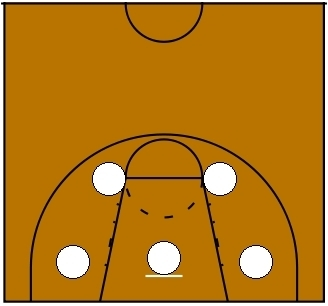
2-3-Zone
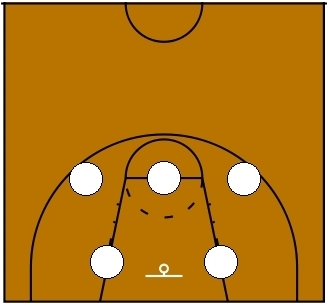
3-2-Zone
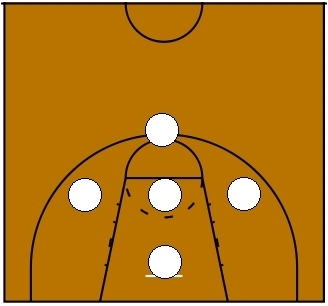
1-3-1-Zone
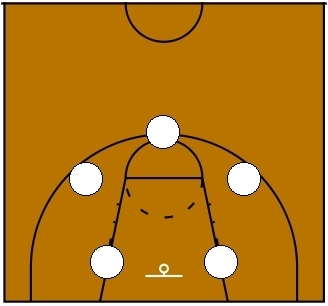
1-2-2-Zone

Box-and-one-Zonenverteidigung im Basketball; „x2“ versucht „2“ zu überdecken, „x1, x3, x4 und x5“ formen eine „Box“

Je nach Variante ergeben sich spezifische Vor- und Nachteile. Eine nah um den Korb aufgestellte Zonenverteidigung ist häufig durch Distanzwürfe zu überwinden, während sich bei einer weniger engen Aufstellung der verteidigenden Spieler Lücken für den Zug zum Korb ergeben können.
Zudem gibt es Mischformen, bei denen die Mehrheit der verteidigenden Spieler den Raum, ein oder zwei von ihnen jedoch einen direkten Gegenspieler verteidigen. Verbreitete Varianten sind etwa:
- Box-and-one: Diese Variante wird meistens dann angewendet, wenn die gegnerische Mannschaft einen herausragenden Spieler besitzt. Ein Verteidiger deckt diesen Spieler Mann gegen Mann. Die anderen vier Verteidiger bilden eine Box (siehe Abbildung). Ziel ist es, diesen Spieler total aus dem Spiel zu nehmen.
- Triangle-and-two: Bei dieser Variante spielen zwei Verteidiger Mann-gegen-Mann-Verteidigung und drei Spieler bilden ein Dreieck, wobei die Spitze des Dreiecks Richtung Mittellinie zeigt. Diese Verteidigung wird oft angewandt, wenn die gegnerische Mannschaft zwei dominierende Spieler besitzt.
- Diamond-and-one: Diese Variante ist ähnlich dem Box-and-one, wobei sich die Box um 45 Grad dreht, so dass ein Verteidiger an der Spitze, zwei Spieler dahinter und ein Spieler, meist ein starker Rebounder und Wurfblockierer, unter dem Korb steht.

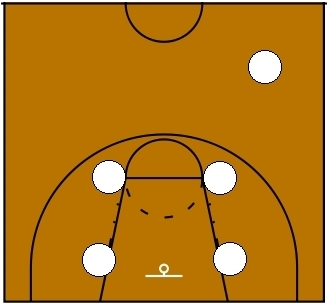
Box-and-one
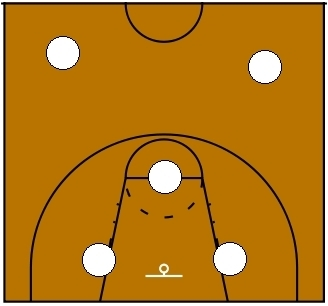
Triangle-and-two
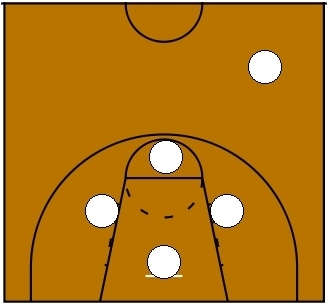
Diamond-and-one

## Regelunterschiede
Die zwischen verschiedenen Wettbewerben bestehenden Regelunterschiede beeinflussen auch die Art und Weise, wie dort Verteidigung gespielt werden kann. So fördern mehrere der für die NBA spezifischen Regeln eine Mann-Mann-Verteidigung gegenüber einer Zonenverteidigung. Letztere war bis 2001 weitgehend verboten, gewinnt seitdem aber an Bedeutung.

## Individuelle Auszeichnungen
In vielen Wettbewerben gibt es Auszeichnungen für besonders gute Verteidiger. In der NBA etwa sind dies der NBA Defensive Player of the Year Award und das NBA All-Defensive Team.